# Saint-Broing-les-Moines
Saint-Broing-les-Moines is een gemeente in het Franse departement Côte-d'Or (regio Bourgogne-Franche-Comté) en telt 181 inwoners (1999). De plaats maakt deel uit van het arrondissement Montbard.

## Geografie
De oppervlakte van Saint-Broing-les-Moines bedraagt 20,5 km², de bevolkingsdichtheid is 8,8 inwoners per km².
De onderstaande kaart toont de ligging van Saint-Broing-les-Moines met de belangrijkste infrastructuur en aangrenzende gemeenten.

## Demografie
Onderstaande figuur toont het verloop van het inwonertal (bron: INSEE-tellingen).